# Beyond the Black
„Отвъд Черното“ (на английски: Beyond the Black) е немска метъл група, изпълняваща музика в жанровете симфоничен метъл, пауър метъл, алтернативен метъл, създадена през 2014 г. в Манхайм. Техният дебютен албум Songs of Love and Death става популярен след излизането си и влиза в националните музикални класации на Германия и Австрия.

## История
Групата е създадена през 2014 г. в Манхайм, Германия. Състои се от Дженифър Хабен (бивша вокалистка на Saphir), Нилс Лесер (китарист), Кристофър Хермсдофер (ритъм китарист, беквокалист), Майкъл Хаузър (кийбордист), Ервин Шмид (басист) и Тобиас Дерер (барабанист).
Първото им представяне се състои на фестивала Wacken Open Air през 2014 г. След като организаторите на музикалния фестивал чуват някои от демо записите на групата, групата е поканена на фестивала Metal Dayz в Хамбург през февруари 2014 г.
На 13 февруари 2015 г. групата издава своя дебютен дългосвирещ албум Songs of Love and Death, който достигна номер 12 в германските музикални класации и номер 21 в австрийските класации. Седмица по-късно, на 20 февруари, групата се появи по немската телевизия Sat. 1 Breakfast с песента In the Shadows.
На 13 май 2015 г. групата отиде на първото си турне в Германия и след това свири в Wave-Gotik-Treffen на 23 май 2015 г.
На страницата на групата във Фейсбук на 21 декември 2015 г. е обявено, че вторият албум, озаглавен Lost In Forever, ще бъде издаден на 12 февруари 2016 г. и ще включва 13 нови песни. Луксозното издание ще включва 9 песни на живо (включително неиздаван кавър), интервю и интерактивно меню.
На 15 юли 2016 г. групата обявява, че Дженифър Хабен и останалата част от бандата са тръгнали по различни пътища. Дженифър продължава да участва в Beyond the Black с нови членове.

## Музиканти

### Активни членове
- Дженифър Хабен (основни чисти вокали, клавишни, акустична китара)
- Стефан Херкенхоф (бас)
- Кристофър Хермсдофер (водеща китара, екстремни вокали)
- Тобиас Лодес (водеща китара, бек вокали)
- Кай Чиерски (комплект барабани)

### Бивши членове
- Йонас Роснер – клавишни, бек вокали (2016 – 2018)
- Нилс Лесер – водеща китара (2014 – 2016)
- Кристофър Хумелс – ритъм китара, бек вокали (2014 – 2016)
- Тобиас Дерер – барабани (2014 – 2016)
- Ервин Шмид – бас китара (2014 – 2016)
- Майкъл Хаузър – клавишни (2014 – 2016)
- Нико Депиш – бас китара (член на живо между двата основни състава през 2016 г.)

## Дискография

### Студийни албуми
- 2015 – Songs of Love and Death
- 2016 – Lost in Forever
- 2018 – Heart of the Hurricane
- 2020 – Hørizøns
- 2023 – Beyond the Black

### Сингли
- 2018 – Heart of the Hurricane
- 2018 – The Wound So Deep
- 2020 – Misery

## Видеография
- 2015 – In the Shadows
- 2016 – Lost in Forever
- 2017 – Night Will Fade
- 2017 – Forget My Name
- 2018 – Million Lightyears
- 2018 – Breeze
- 2019 – Through the Mirror
- 2020 – Misery
- 2023 – Free Me